# Edinah Jebitok
Edinah Jebitok (10 novembre 2001) è una mezzofondista keniota.

## Palmarès
| Anno | Manifestazione               | Sede         | Evento         | Risultato  | Prestazione | Note |
| ---- | ---------------------------- | ------------ | -------------- | ---------- | ----------- | ---- |
| 2017 | Mondiali allievi             | Nairobi      | 1500 m piani   | Bronzo     | 4'23"16     |      |
| 2018 | Giochi Panafricani giovanili | Algeri       | 1500 m piani   | Argento    | 4'37"98     |      |
| 2018 | Mondiali juniores            | Tampere      | 1500 m piani   | 5ª         | 4'15"17     |      |
| 2018 | Giochi olimpici giovanili    | Buenos Aires | 1500 m piani   | Oro        | 4'16"68     |      |
| 2019 | Africani juniores            | Abidjan      | 1500 m piani   | Argento    | 4'13"02     |      |
| 2021 | Giochi olimpici              | Tokyo        | 1500 m piani   | Semifinale | 4'05"56     |      |
| 2022 | Mondiali indoor              | Belgrado     | 3000 m piani   | 14         | 8'53"25     |      |
| 2022 | Mondiali                     | Eugene       | 1500 m piani   | Batteria   | 4'07"12     |      |
| 2022 | Giochi del Commonwealth      | Birmingham   | 1500 m piani   | 9          | 4'08"33     |      |
| 2023 | Mondiali di cross            | Bathurst     | Corsa seniores | 8ª         | 34'45"      |      |
| 2023 | Mondiali di cross            | Bathurst     | A squadre      | Oro        | 16 p.       |      |
| 2023 | Mondiali                     | Budapest     | 1500 m piani   | Semifinale | 4'05"91     |      |

## Campionati nazionali
2019
- 4ª ai campionati kenioti, 1500 m piani - 4'08"63

2025
- 6ª ai campionati kenioti di corsa campestre - 32'55"

## Altre competizioni internazionali
2019
- 5ª al Golden Spike ( Ostrava), 1500 m piani - 4'05"23

2021
- 10ª al Memorial Van Damme ( Bruxelles), miglio - 4'25"11
- 9ª al Prefontaine Classic ( Eugene), 1500 m piani - 4'04"32
- 8ª all'ISTAF Berlin ( Berlino), 1500 m piani - 4'06"13
- Argento alla San Silvestre Vallecana ( Madrid) - 30'44"
- Oro al Cross Internacional de Venta de Baños ( Venta de Baños) - 28'44"

2022
- 7ª al Prefontaine Classic ( Eugene), 2 miglia - 9'19"01
- 6ª al Doha Diamond League ( Doha), 3000 m piani - 8'42"34
- 8ª al Meeting international Mohammed VI d'athlétisme de Rabat ( Rabat), 1500 m piani - 4'02"96
- 15ª all'Agnes Tirop Cross Country Classic ( Eldoret) - 35'28"
- Oro al Cross Internacional Juan Muguerza ( Elgoibar) - 26'03"

2023
- Bronzo al Meeting international Mohammed VI d'athlétisme de Rabat ( Marrakech), 5000 m piani - 14'35"64
- 9ª al Memorial Van Damme ( Bruxelles), 5000 m piani - 14'52"28
- Argento al Cross Internacional Juan Muguerza ( Elgoibar) - 25'51"

2024
- Argento al Bauhaus-Galan ( Stoccolma), 1500 m piani - 3'58"88
- Bronzo all'Herculis ( Monaco), 2000 m piani - 5'26"09